# 重點色

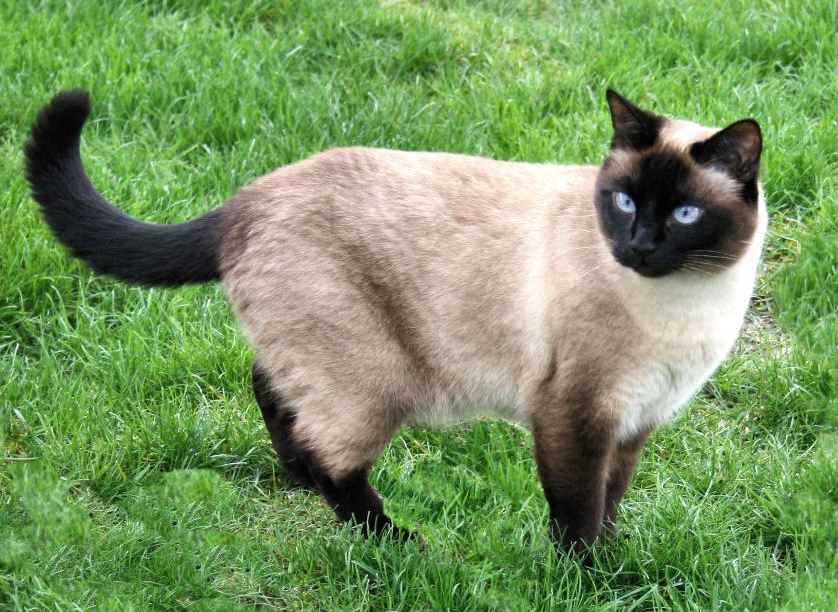
一只重点色猫

重点色（Point coloration）指的是动物的毛皮由较浅的身体颜色以及较暗的四肢颜色构成，例如脸、耳朵、脚、尾巴和（雄性动物的）阴囊。重点色在暹罗猫以及相近品种的猫中最容易辨认出来，在兔、花式老鼠、綿羊和馬中也可以看到。

## 猫的重点色

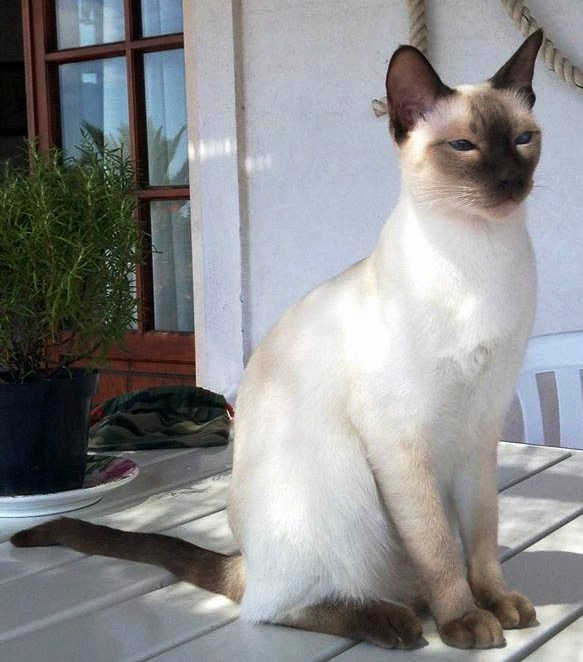
一只重点色Thai cat

猫的重点色起源于暹罗猫及与之相近的亚洲品种，并且在许多西方发展的现代品种中也发现了重点色猫。它是局部白化症的一种形式，因为突变影响了参与黑色素生成的酪氨酸酶而导致。突变的酪氨酸酶是不耐热的，突变的结果是酶在正常的体温下失去效用，但是在温度较低的皮肤生效。结果就是深色色素只在身体温度较低的区域生成，比如四肢、臉部與尾巴。重点色小猫出生的时候是白色的，因为子宫的温度是均匀的。随着小猫长大，毛皮中温暖的区域依然是白色的，但是温度低的地方颜色开始变暗。重点色并不仅仅是纯色或者暗色，有可能会有红色、橙色，或者浅黄褐色、浅暖灰色。有的重点色猫也有可能会有玳瑁猫或者虎斑猫的颜色块。

### 品种
- 巴厘猫（英语：Balinese cat）
- 伯曼貓
- 英国短毛猫
- 重点色短毛猫（英语：Colorpoint Shorthair）
- 高地猫（英语：Highlander cat）[2]
- 喜馬拉雅貓
- 爪哇猫（英语：Javanese cat）
- 拿破仑猫（英语：Napoleon cat）
- 彼得猫（英语：Peterbald）
- 布偶猫（英语：Ragdoll cat） (褴褛猫（英语：Ragamuffin (cat)）的变种)
- 暹罗猫
- 西伯利亞貓
- 雪鞋貓
- 泰国猫（英语：Thai cat）
- 奇尼猫（英语：Tonkinese cat）